# Tyto
A Tyto a madarak (Aves) osztályának bagolyalakúak (Strigiformes) rendjébe, ezen belül a gyöngybagolyfélék (Tytonidae) családjába tartozó nem.

## Rendszerezésük
A nemet Gustaf Johan Billberg angol ornitológus írta le 1828-ban, az alábbi  fajok tartoznak ide:
- afrikai álarcosbagoly (Tyto prigoginei[1] vagy Phodilus prigoginei)[2]
- vörhenyes gyöngybagoly vagy madagaszkári gyöngybagoly (Tyto soumagnei)
- gyöngybagoly (Tyto alba)
- amerikai gyöngybagoly ( Tyto furcata)
- hispaniolai gyöngybagoly (Tyto glaucops)
- andamáni gyöngybagoly (Tyto deroepstorffi)
- celebeszi gyöngybagoly (Tyto rosenbergii)
- jávai gyöngybagoly (Tyto javanica)
- Sulu-szigeteki gyöngybagoly (Tyto nigrobrunnea)
- Minahassa gyöngybagoly (Tyto inexpectata)
- fokföldi gyöngybagoly (Tyto capensis)
- hosszúszárnyú gyöngybagoly (Tyto longimembris)
- kormos gyöngybagoly (Tyto tenebricosa)
- új-britanniai gyöngybagoly (Tyto aurantia)
- Manus-szigeti gyöngybagoly (Tyto manusi)
- malukui gyöngybagoly (Tyto sororcula)
- ausztrál gyöngybagoly (Tyto novaehollandiae)
  - tasmán gyöngybagoly (Tyto novaehollandiae castanops) – alfaj
  - galápagos-szigeteki gyöngybagoly (Tyto alba punctatissima) – alfaj, több kutató szerint faji szintre emelése indokolt
- foltos gyöngybagoly (Tyto multipunctata)[2]

### Kihalt fajok
- Tyto sanctialbani
- Tyto robusta
- Tyto gigantea
- Tyto balearica
- Tyto mourerchauvireae
- Tyto jinniushanensis
- Tyto cavatica
- Tyto letocarti
- Tyto glaucops
- Tyto noeli
- Tyto ostologa
- Tyto pollens
- Tyto neddi
- Tyto melitensis
- Tyto antiqua
- Tyto edwardsi
- Tyto ignota

## Fordítás
- Ez a szócikk részben vagy egészben  a   Tyto című angol Wikipédia-szócikk Extinct species című fejezete ezen változatának fordításán alapul.  Az eredeti cikk szerkesztőit annak laptörténete sorolja fel. Ez a jelzés csupán a megfogalmazás eredetét és a szerzői jogokat jelzi, nem szolgál a cikkben szereplő információk forrásmegjelöléseként.